# Bo Ummels
Bo Ummels (24 augustus 1993) is een Nederlandse atlete, die gespecialiseerd is in de lange afstanden. Zij veroverde tot nu toe drie nationale titels.

## Loopbaan
Op de middelbare school werd haar talent ontdekt, toen Ummels erin slaagde om in 2011 meteen vijfde te worden op de nationale crosskampioenschappen voor middelbare scholen. Vanaf dat moment sloot ze zich aan bij Atletiek Maastricht, waar ze tot eind 2014 getraind heeft. Na een trainingsstage in Amerika, besloot zij om over te stappen naar Team Distance Runners onder leiding van Guido Hartensveld.
Bij haar debuut op de marathon van Amsterdam in 2019 werd Ummels Nederlands kampioene.
Bo Ummels is de tweelingzus van Britt Ummels, die eveneens actief is in de atletieksport en zich hierbij vooral richt op de middellange afstanden.

## Nederlandse kampioenschappen atletiek
| Onderdeel                 | Jaar |
| ------------------------- | ---- |
| 5000 m                    | 2021 |
| marathon                  | 2019 |
| halve marathon            | 2019 |
| veldlopen (korte afstand) | 2017 |

## Persoonlijke records
Outdoor
| Onderdeel   | Prestatie | Datum             | Plaats     |
| ----------- | --------- | ----------------- | ---------- |
| 800 m       | 2.09,45   | 5 juli 2014       | Oordegem   |
| 1000 m      | 2.51,17   | 13 mei 2017       | Lisse      |
| 1500 m      | 4.17,14   | 20 juli 2019      | Heusden    |
| 1 Eng. mijl | 5.08,08   | 18 augustus 2012  | Kessel-Lo  |
| 3000 m      | 9.07,59   | 22 augustus 2019  | Utrecht    |
| 5000 m      | 15.54,29  | 25 juli 2019      | Wageningen |
| 10.000 m    | 32.25,41  | 19 september 2020 | Leiden     |

Indoor
| Onderdeel | Prestatie | Datum            | Plaats       |
| --------- | --------- | ---------------- | ------------ |
| 1500 m    | 4.40,09   | 17 februari 2013 | Apeldoorn    |
| 3000 m    | 9.41,06   | 23 januari 2016  | Birmingham   |
| 5000 m    | 17.00,17  | 27 februari 2016 | Fayetteville |

Weg
| Onderdeel       | Prestatie | Datum             | Plaats    |
| --------------- | --------- | ----------------- | --------- |
| 10 km           | 34.09     | 1 september 2019  | Tilburg   |
| 10 Engelse mijl | 56.29     | 22 september 2019 | Zaandam   |
| halve marathon  | 1:12.13   | 21 maart 2021     | Dresden   |
| marathon        | 2:31.51   | 17 oktober 2021   | Amsterdam |

## Palmares

### 3000 m
- 2021:  NK indoor - 9.12,95

### 5000 m
- 2017:  NK - 16.36,96
- 2019:  NK - 16.36,47
- 2020:  NK - 16.06,11
- 2021:  NK - 16.11,19

### 10.000 m
- 2019:  NK - 33.42,60
- 2020:  NK - 32.25,41

### 10 km
- 2017: 10e NK in Schoorl - 34.54
- 2018: 8e NK in Schoorl - 34.42
- 2019: 5e NK in Schoorl - 34.22
- 2021: 13e NK 10 km - 35.02

### 10 Engelse mijl
- 2023: 22e Dam tot Damloop - 1:00.29

### halve marathon
- 2019:  NK te Venlo - 1:14.02
- 2020: 4e halve marathon van Egmond - 1:24.01
- 2020: 6e City-Pier-Cityloop - 1:13.09
- 2021: 6e halve marathon van Dresden - 1:12.13
- 2021: 11e halve marathon van Kopenhagen - 1:13.31
- 2023: 6e halve marathon van Egmond - 1:22.44

### marathon
- 2019:  NK te Amsterdam - 2:32.34 (8e overall)
- 2020: 18e marathon van Londen - 2:39.54
- 2021: 7e marathon van Amsterdam - 2:32.51
- 2022: 52e EK - 3:00.56

### veldlopen
- 2017:  Abdijcross (korte afstand = 2600 m) - 9.48
- 2017:  NK (korte cross) - 9.55
- 2020:  Abdijcross (7.400 m) - 26.32
- 2022: 13e Warandeloop - 7.55